# Patricio Escobal
Patricio Escobal, (Logroño, La Rioja; 24 de agosto de 1903 – Nueva York, Estados Unidos; 2002), conocido futbolísticamente como Perico Escobal, fue un jugador de fútbol y capitán del Real Madrid Club de Fútbol. Estudió en Madrid, con los Jesuitas de Chamartín y posteriormente se graduó como ingeniero. Militante de Izquierda Republicana fue detenido en Logroño por el bando golpista en el inicio de la guerra civil española. A diferencia de sus correligionarios republicanos logró salvar la vida por haber sido un célebre futbolista, lo que no le evitó ser objeto de torturas y malos tratos durante su estancia en prisión. Relató su terrible experiencia en un libro escrito en el exilio en Estados Unidos titulado en castellano Las sacas. Según el historiador Paul Preston, «el escándalo que podía desencadenar su muerte» fue lo que le salvó.

## Trayectoria

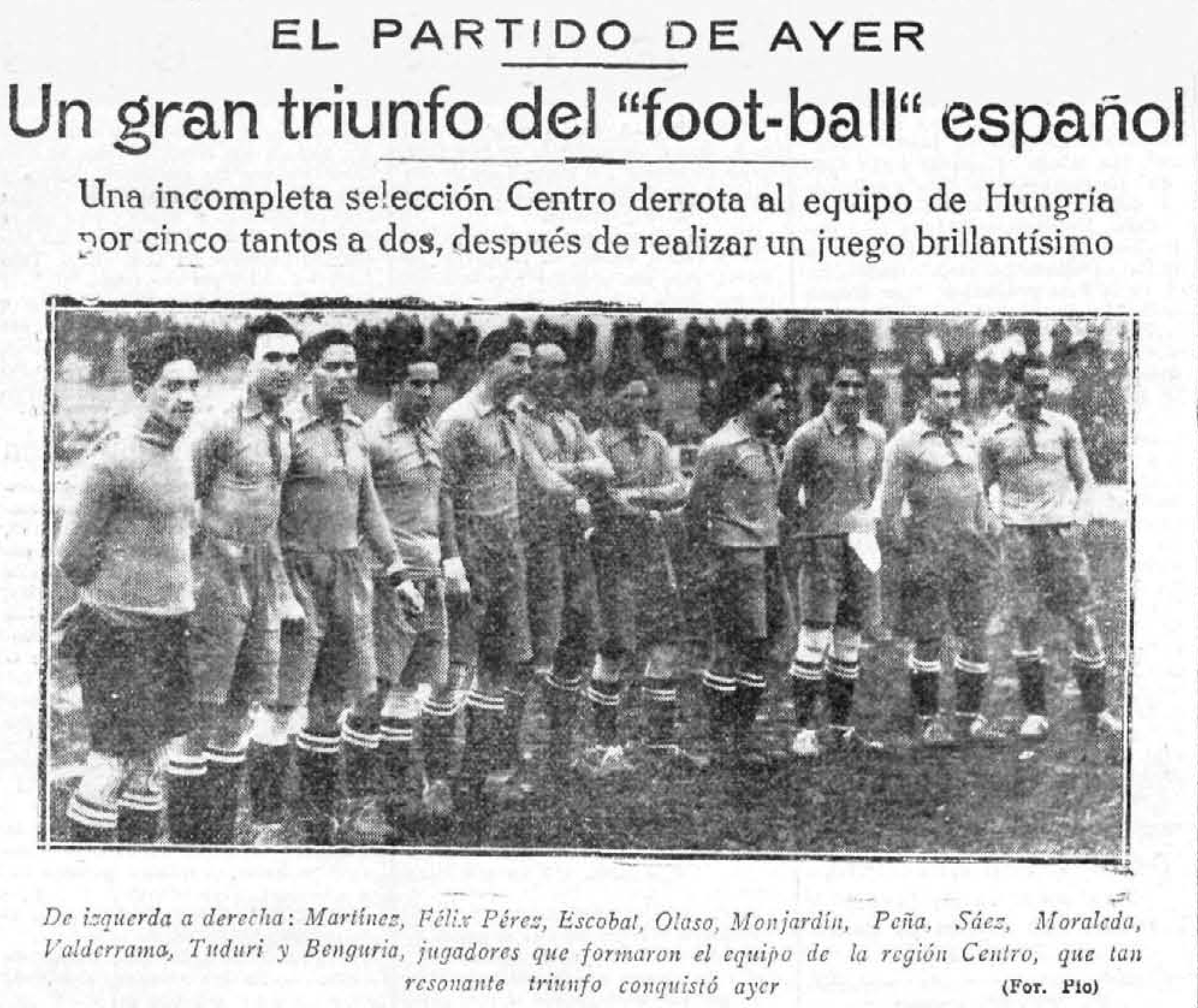
Alineación de la selección de la región Centro en un partido contra Hungría en diciembre de 1926: Martínez, Félix Pérez, Escobal, Olaso, Monjardín, Peña, Sáez, Moraleda, Valderrama, Tuduri y Benguria.

En 1920 compaginando con sus estudios de ingeniería industrial, fichó por el Real Madrid Football Club, militando en el equipo en una primera etapa hasta la temporada 1927-28, cuando se le detecta una enfermedad por la que se le aconseja dejar la práctica deportiva, y en la temporada 1930-31, en una segunda, tras un efímero paso por el Racing Club de Madrid y Club Nacional de Madrid, recalando en este último tras retirarse el Racing del campeonato. Llegó a ser capitán del equipo y fue seleccionado para los Juegos Olímpicos de París 1924, convirtiéndose en el primer olímpico riojano. Su último partido como jugador del Logroño, y como futbolista, fue el 2 de septiembre de 1934.

## Estadísticas

### Clubes
Datos actualizados a fin de carrera deportiva. Datos de los que se tiene constancia.
En la temporada 1927-28 se le detecta una enfermedad por la que se le aconseja dejar la práctica deportiva y el jugador ingresó en las filas tanto del Racing de Madrid como del Club Deportivo Nacional de Madrid desconociéndose su desempeño en este último. Tras un efímero paso sin apenas actividad como integrante de otros clubes regresó a la disciplina blanca para disputar la Primera División de España antes de retirarse en 1933 con el Club Deportivo Logroño.
| Real Madrid F. C. | 1921-22       | 1.ª C.        | Inexistente | Inexistente | 8  | 2 | 6   | — | 14   | 2 | 0.14 |
| Real Madrid F. C. | 1922-23       | 1.ª C.        | Inexistente | Inexistente | 2  | — | 5   | — | 7    | 0 | 0    |
| Real Madrid F. C. | 1923-24       | 1.ª C.        | Inexistente | Inexistente | 6  | — | 6   | — | 12   | 0 | 0    |
| Real Madrid F. C. | 1924-25       | 1.ª C.        | Inexistente | Inexistente | —  | — | 8   | — | 8    | 0 | 0    |
| Real Madrid F. C. | 1925-26       | 1.ª C.        | Inexistente | Inexistente | 6  | — | 8   | — | 14   | 0 | 0    |
| Real Madrid F. C. | 1926-27       | 1.ª C.        | Inexistente | Inexistente | 9  | — | 9   | — | 18   | 0 | 0    |
| Real Madrid F. C. | 1927-28       | 1.ª C.        | Inexistente | Inexistente | 2  | — | —   | — | 2    | 0 | 0    |
| Racing de Madrid | 1928-29       | 2.ª           | 10          | —           | 6  | — | 4+  | — | 20+  | 0 | 0    |
| Racing de Madrid | 1929-30       | 3.ª           | —           | —           | 2  | — | 8   | — | 10   | 0 | 0    |
| Racing de Madrid | Total club    | Total club    | 10          | 0           | 8  | 0 | 12+ | 0 | 30+  | 0 | 0    |
| Real Madrid F. C. | 1930-31       | 1.ª           | 4           | —           | 1  | — | 2   | — | 7    | 0 | 0    |
| Real Madrid F. C. | Total club    | Total club    | 4           | 0           | 34 | 2 | 44  | 0 | 82   | 2 | 0.02 |
| C. D. Logroño | 1933-34       | 3.ª           | 3+          | —           | 1  | — | 10  | — | 14   | 0 | 0    |
| Total carrera | Total carrera | Total carrera | 17          | 0           | 43 | 2 | 70+ | 0 | 130+ | 2 | 0.02 |
| (1) No existía el Campeonato de Liga (1921-27). Club de 1.ª categoría por la Federación Regional Centro. (2) Incluye datos de la Copa de España (1921-34). (3) Incluye datos del Campeonato Regional Centro (1921-31); Mancomunado Guipúzcoa-Navarra-Aragón (1933-34). (4) No incluye goles en partidos amistosos. |               |               |             |             |    |   |     |   |      |   |      |

## Guerra Civil y exilio
Durante la Guerra Civil, y debido a sus ideas políticas, cayó prisionero del bando sublevado, y fue condenado a 30 años de prisión, librándose del fusilamiento en cuatro ocasiones. Se exilió a Cuba y más tarde a Estados Unidos. Allí trabajó como ingeniero y fue responsable del alumbrado de Queens, por lo que fue premiado.

## Memorias
Tras la muerte de Franco en España, Escobal alcanzó fama en el extranjero porque en 1968 había escrito sus memorias, que aparecieron en inglés en 1974 con el título de Death row ("Corredor de la muerte") y que, tras algunas ediciones clandestinas, se publicaron en español con el título de Las sacas (Ediciones de Castro).
- Patricio Pedro Escobal López (1981). Las Sacas. Ediciós do Castro. ISBN 978-84-85920-01-3.